# Masakazu Kamoi
Masakazu Kamoi (jap. 鴨居正和 Kamoi Masakazu; ur. 27 maja 1992) – japoński zapaśnik walczący w stylu wolnym. Piąty na mistrzostwach świata w 2015. Brązowy medalista mistrzostw Azji w 2015 i 2017 roku.
Zawodnik Yamanashi Gakuin University w Yamanashi.